# Plakoglobine
Pour les articles homonymes, voir JUP.
La plakoglobine, également appelée plakoglobine de jonction ou gamma-caténine, est une protéine qui, chez l'homme, est codée par le gène JUP, situé sur le chromosome 17. Elle appartient à la famille des caténines et est homologue de la β-caténine. C'est un constituant cytoplasmique des desmosomes et des jonctions adhérentes dans les disques intercalaires (en) du myocarde qui fonctionnent pour ancrer les sarcomères et assurer l'adhérence des cellules du myocarde entre elles. Les mutations de la plakoglobine sont associées à la dysplasie ventriculaire droite arythmogène.

## Structure et génétique
La plakoglobine humaine est une protéine contenant 745 résidus d'acides aminés, pour une masse de 81,7 kDa. Le gène JUP contient 13 exons s'étendant sur 17 kilobases, sur la bande 17q21. La plakoglobine appartient à la famille des caténines dans la mesure où elle contient une répétition armadillo. Elle est très homologue de la β-caténine ; les deux protéines possèdent 12 répétition armadillo ainsi que des domaines N-terminal et C-terminal globulaires de structure inconnue.
La plakoglobine a été initialement identifiée comme constituant des desmosomes, où elle peut se lier à la desmogléine-1. Elle s'associe également aux cadhérines telles que la cadhérine E ; dans ce contexte, elle a été appelée γ-caténine.

## Fonction
La plakoglobine est le seul constituant sous-membranaire connu qui soit commun aux desmosomes et aux jonctions adhérentes, situées dans les disques intercalaires (en) des cardiomyocytes. La plakoglobine relie les cadhérines à l'actine du cytosquelette. Elle se lie aux régions conservées de la desmogléine et de la desmocolline (en) au niveau des sites de liaison à la caténine intracellulaire pour l'assemblage des desmosomes,. Cette protéine est indispensable pour le développement normal des disques intercalaires et pour la stabilité du myocarde. Des souris modifiées génétiquement pour être dépourvue de plakoglobine meurent au 12e jour de leur développement embryonnaire en raison de graves défauts de leurs jonctions adhérentes et du manque de desmosomes fonctionnels dans le cœur,. D'autres études ont montré que les sarcomères des fibres de myocarde de souris dépourvues de plakoglobine ne se lient pas normalement aux jonctions adhérentes. De telles souris présentent par ailleurs un phénotype semblable à celui de patients souffrant de dysplasie ventriculaire droite arythmogène, avec perte de cardiomyocytes, fibrose et atteintes cardiaques, ainsi qu'une altération des protéines du desmosome, réorganisation des jonctions communicantes, et augmentation de la signalisation à la β-caténine,. Des souris dépourvues à la fois de plakoglobine et de β-caténine présentent cardiomyopathie, fibrose, anomalies de conduction et mort subite par arrêt cardiaque, vraisemblablement par arythmie ventriculaire létale spontanée ; elles présentent également une diminution du nombre de jonctions communicantes au niveau des disques intercalaires.
L'expression de la plakoglobine intracellulaire est contrôlée par signalisation par les protéines Wnt et dégradation ubiquitine-protéasome-dépendante. La phosphorylation de résidus de sérine N-terminaux de la plakoglobine par un « complexe de destruction » constitué de glycogène synthase kinase 3β (en) (GSK3B), de protéines APC « d'échafaudage » et d'axine, marque la plakoglobine pour être dégradée,,. Le motif phosphorylé est reconnu par la protéine β-TrCP, une ligase à ubiquitine qui marque la plakoglobine pour dégradation par le protéasome 26S.